# Kościół św. Jana Nepomucena w Zwierzyńcu
Kościół Świętego Jana Nepomucena – rzymskokatolicki kościół filialny należący do dekanatu Szczebrzeszyn diecezji zamojsko-lubaczowskiej do parafii Matki Bożej Królowej Polski w Zwierzyńcu.

## Historia

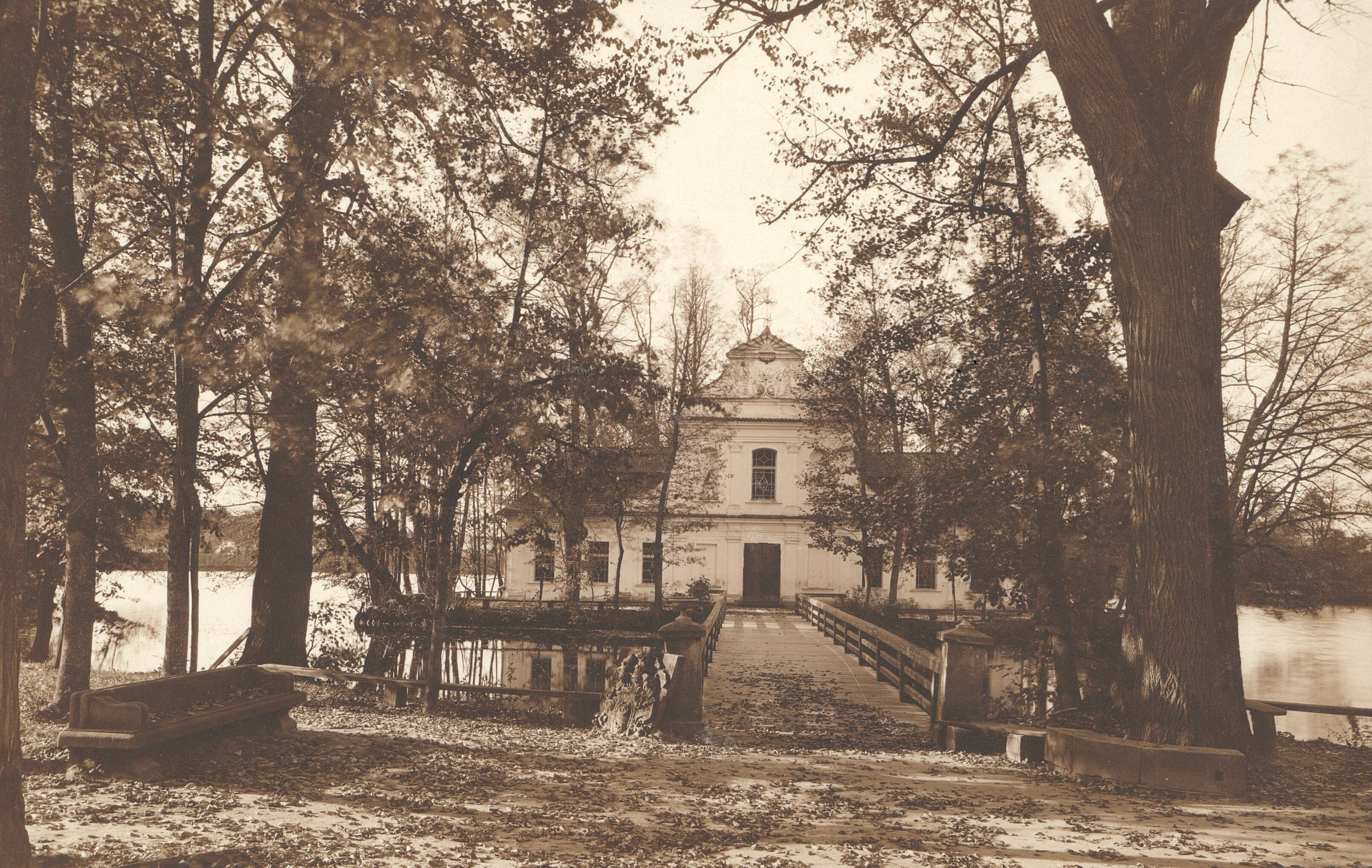
Widok kościoła w 1. poł. XX w.

Niewielka świątynia została wybudowana w latach 1741-1747 na wyspie i ufundowana przez Tomasza Zamoyskiego (1707-1752) herbu Jelita i jego żonę Teresę Michowską herbu Rawicz; konsekrowano ją w 1747 roku. Później do kościoła zostały dobudowane 2 pomieszczenia (zakrystia i szkoła). Świątynia znajdowała się na terenie zabudowań pałacowych i pełniła funkcję kaplicy Zamoyskich. Do czasu zbudowania świątyni pod wezwaniem Matki Bożej Królowej Polski w Zwierzyńcu budowla spełniała rolę kościoła parafialnego. W 1961 roku został wyremontowany dach. W latach 1963–1964 został wybudowany żelbetowy most prowadzący do świątyni. W 1966 roku zostały wykonane dalsze prace przy kościele.

## Architektura
Jest to budowla murowana wzniesiona z kamienia i cegły, posiadająca jedną nawę, reprezentująca styl barokowy. We wnętrzu znajduje się polichromia namalowana przez Łukasza Smuglewicza.  Od frontu trójkątny fronton (szczyt), poniżej dwa kartusze z herbami Zamoyskich – Jelita i Michowskich – Rawicz.

## Wyposażenie
W dębowym ołtarzu głównym znajduje się obraz Matki Bożej Częstochowskiej, a na zasuwie - obraz św. Jana Nepomucena. kościół posiada również dwie kaplice mieszczące ołtarze: po prawej stronie Matki Bożej (w ołtarzu znajduje się obraz ukoronowania Matki Bożej, którego autorstwo jest przypisywane Łukaszowi Smuglewiczowi), natomiast po lewej - Najświętszego Serca Pana Jezusa. Na chórze muzycznym są umieszczone organy o 4 głosach, wykonane w 1905 roku przez firmę Biernackiego.

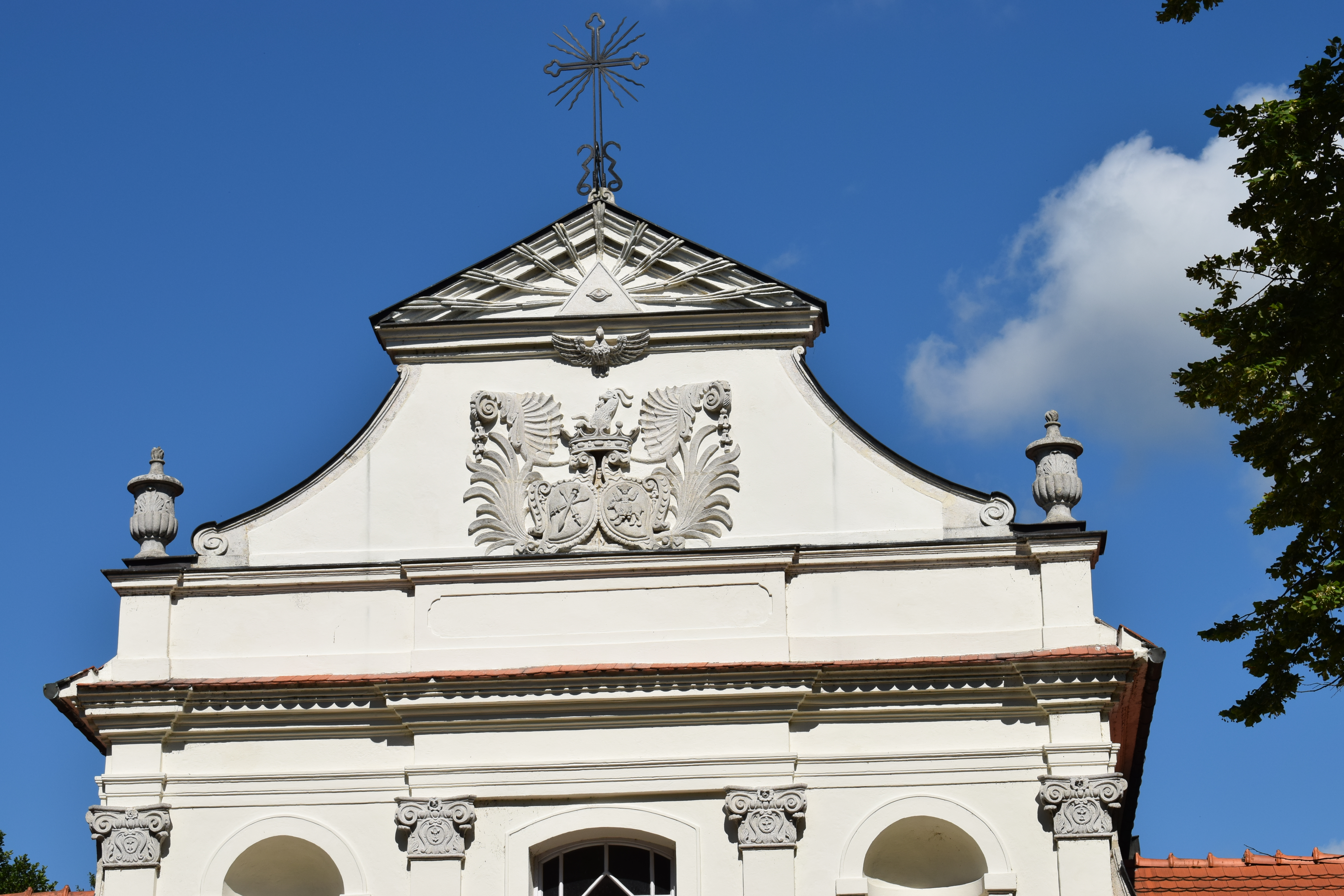
Fronton z herbami
Herb Jelita
Herb Rawicz
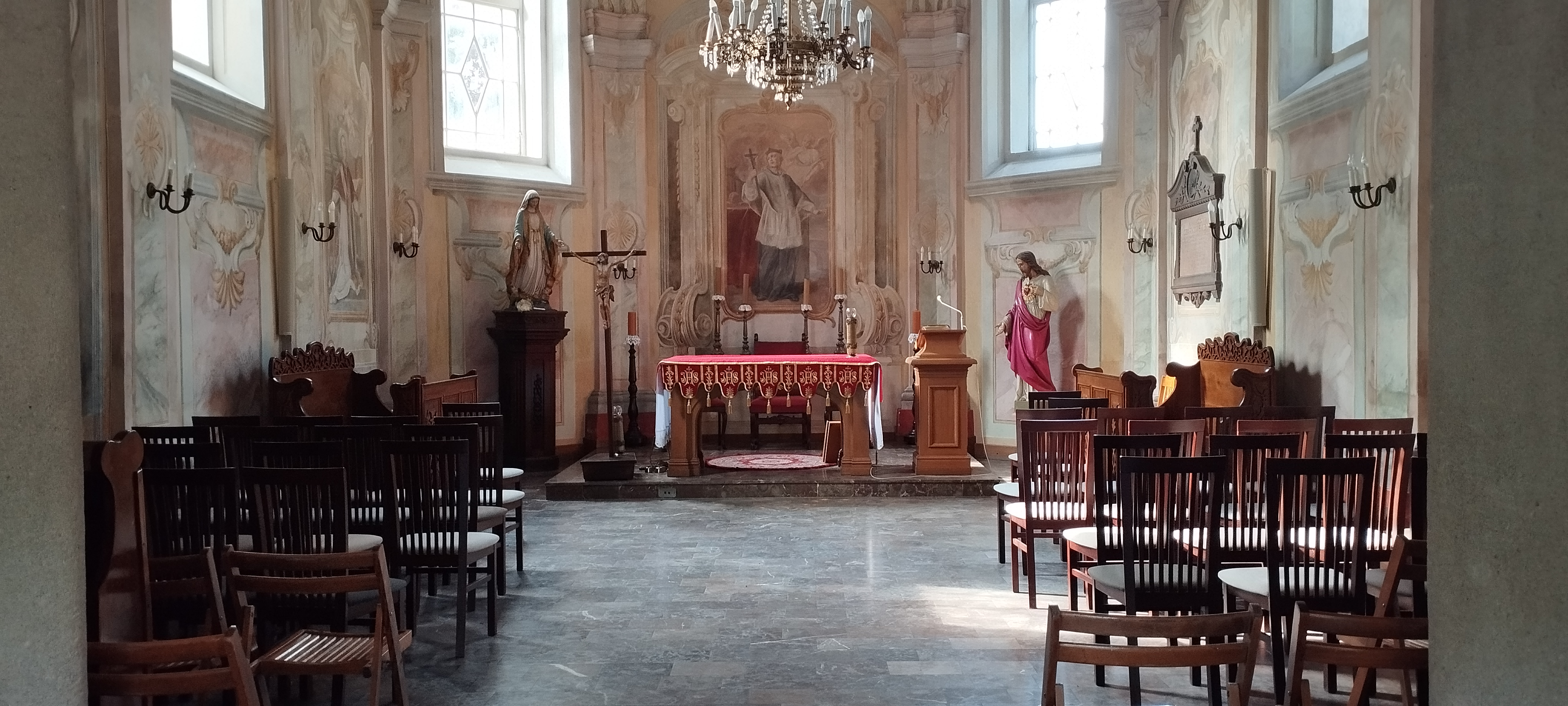
Ołtarz główny
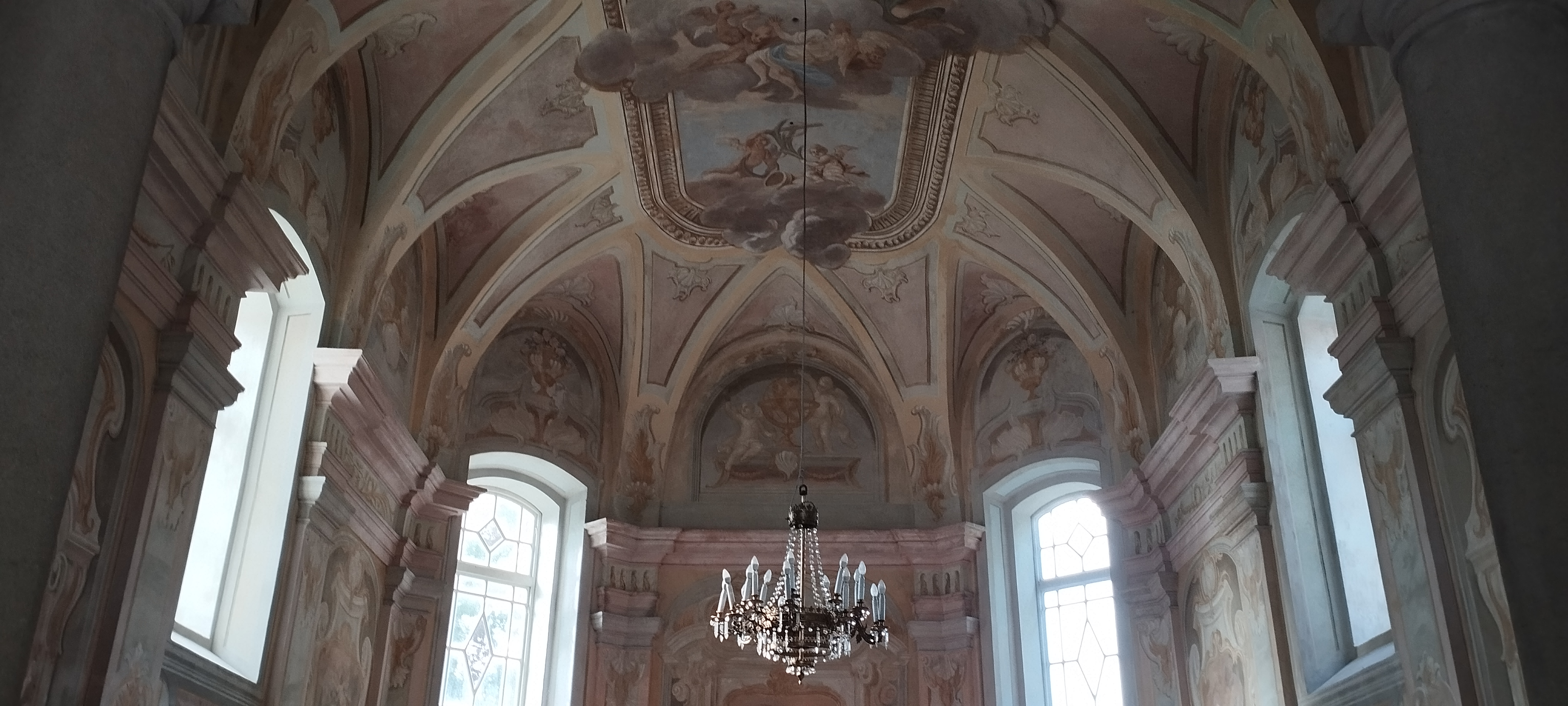
Wnętrze świątyni
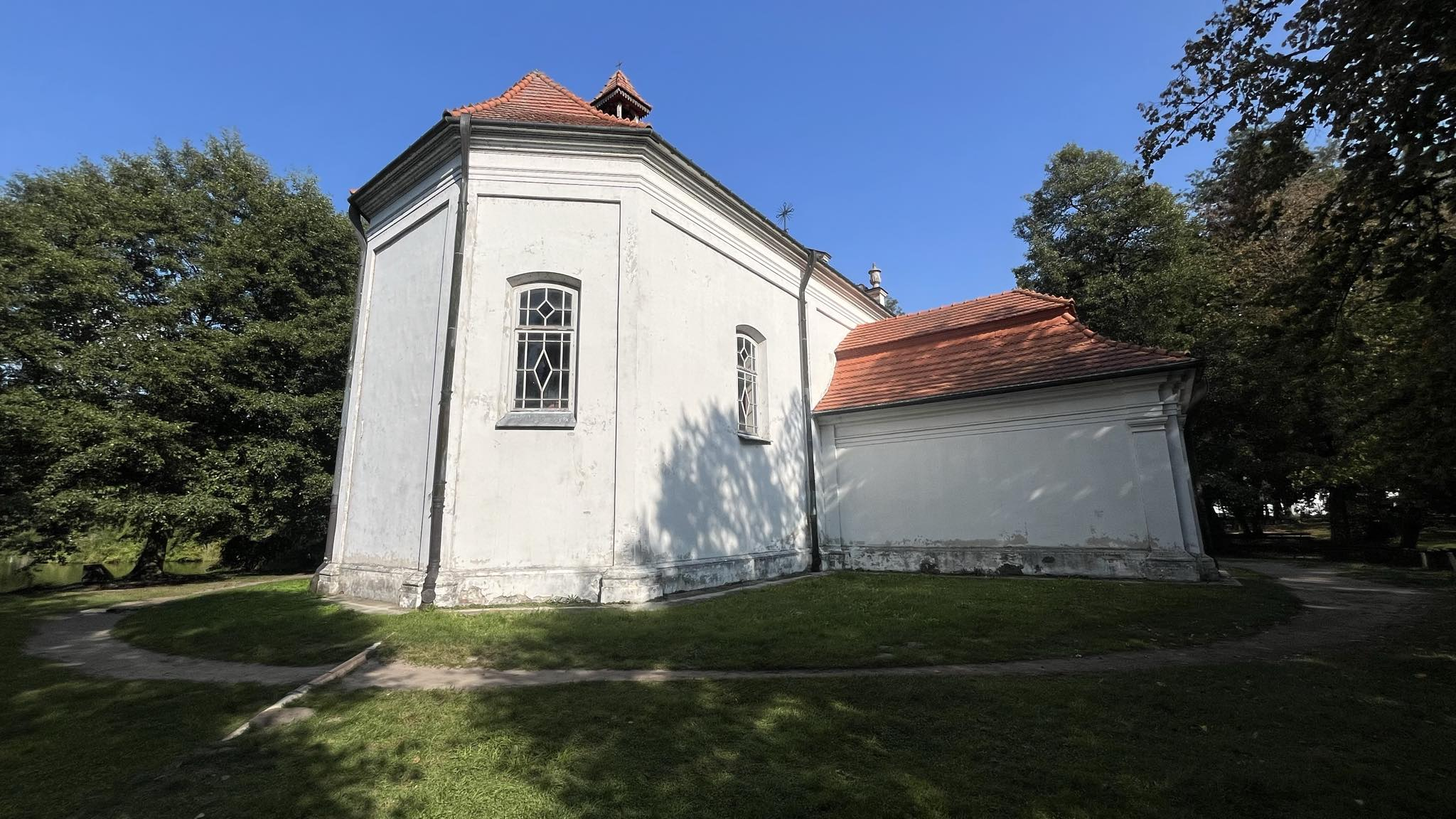
Bryła świątyni
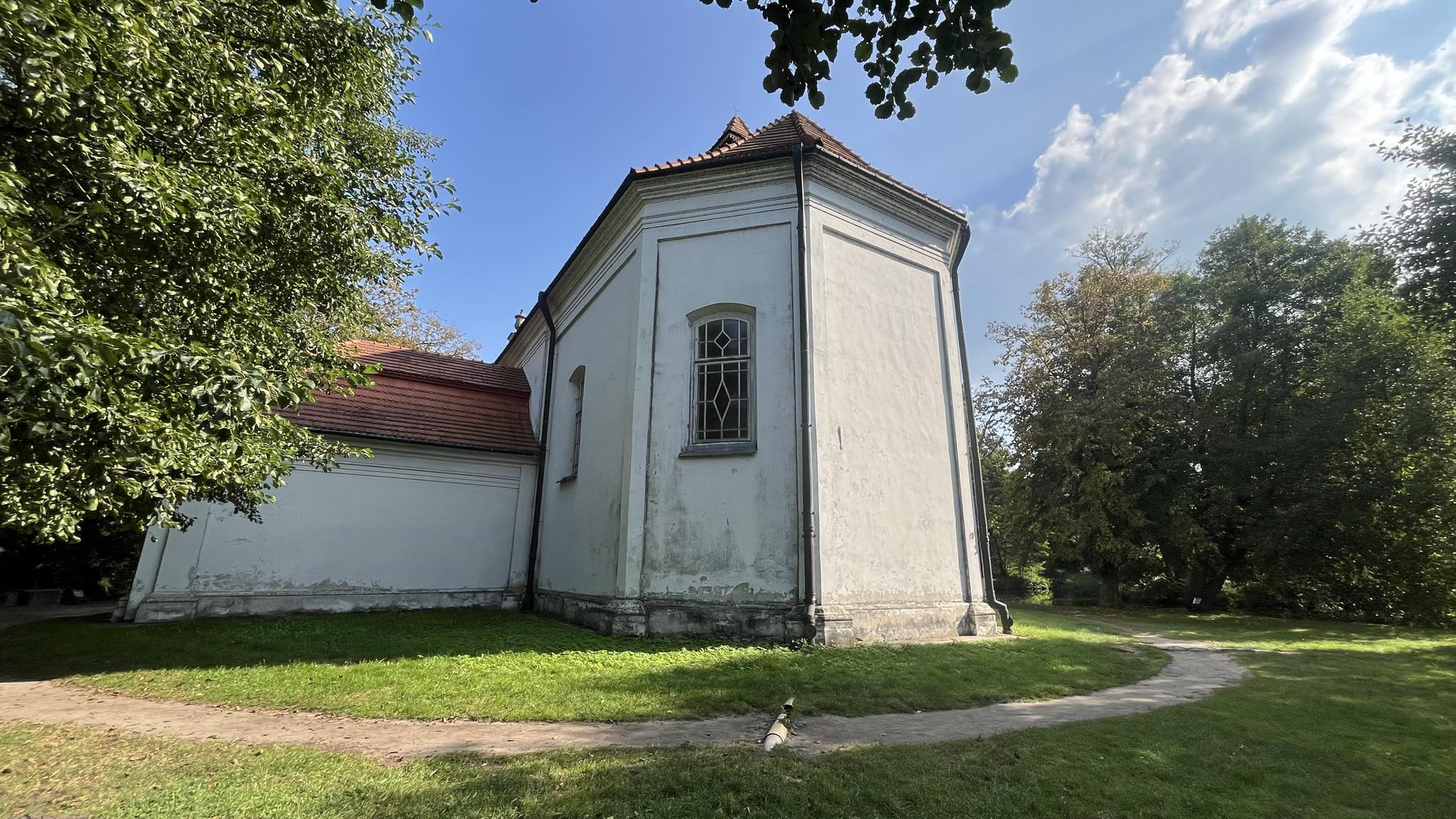
Bryła świątyni
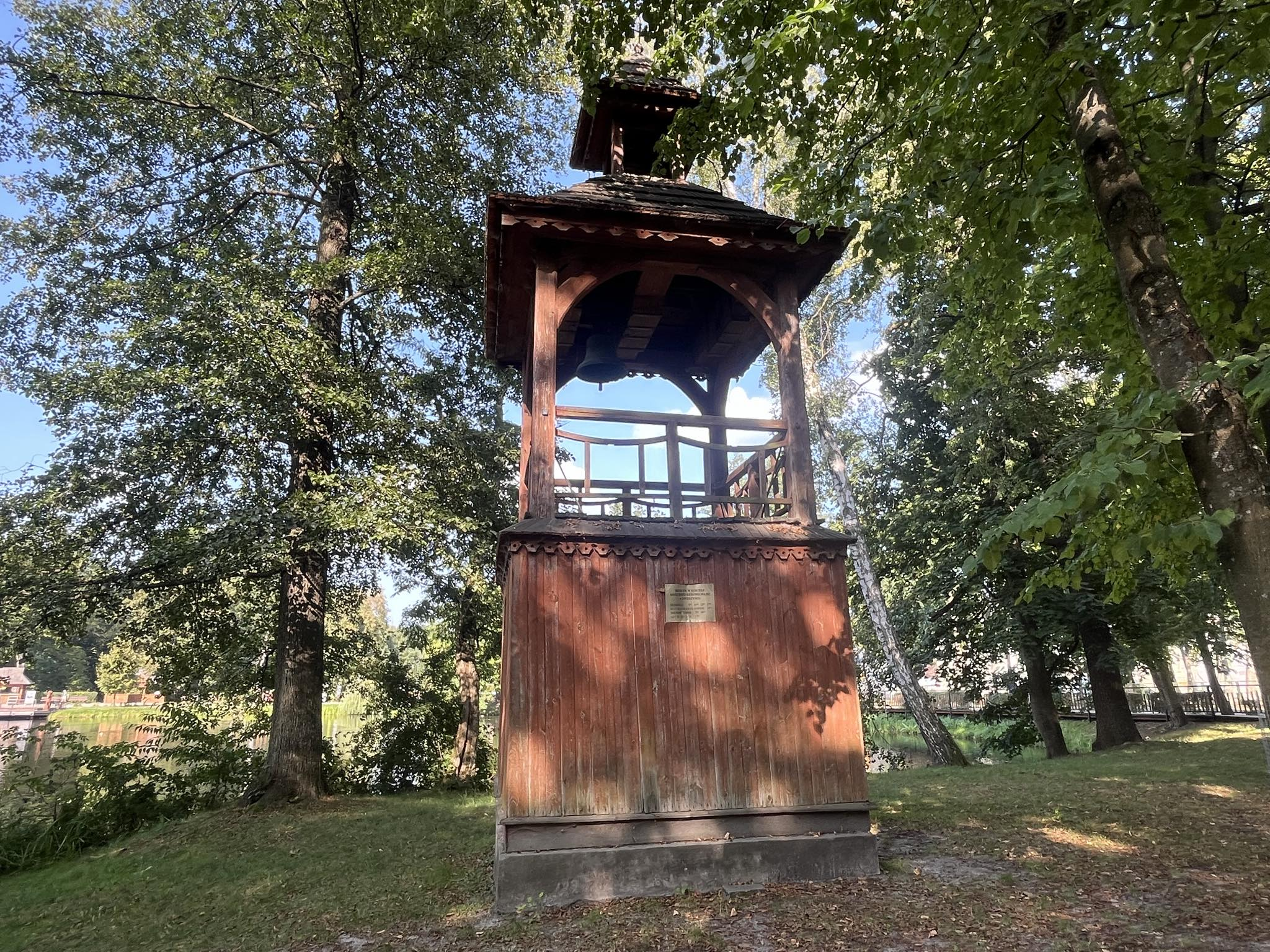
Dzwonnica przykościelna